# Линија 2 (Београд)
Линија 2, популарно названа Двојка, је кружна трамвајска линија у систему јавног превоза у Београду. Због своје специфичне кружне трасе око најужег градског језгра, линија има културни и симболички значај за Београђане, а појам настао на основу ње, Круг двојке, постао је синоним за центар града. Линија повезује Дорћол, Савски венац и Палилулу.

## Траса и стајалишта
Линија 2 саобраћа у два смера (А и Б) на истој кружној траси, која почиње и завршава се на окретници "Пристаниште".

### Смер А (у смеру казаљке на сату)
- Улице: Париска, Пјарона де Мондезира, Цара Душана, Џорџа Вашингтона, 27. марта, Краљице Марије, Рузвелтова, Булевар краља Александра, Београдска, Трг Славија, Немањина, Савски трг, Карађорђева.
- Стајалишта: /01/ Пристаниште → /02/ Калемегдан → /03/ Браће Барух → /04/ Краља Петра → /05/ Дорћол (Кнегиње Љубице) → /06/ Пијаца Скадарлија → /07/ Булевар деспота Стефана → /08/ Таковска → /09/ Палилулска пијаца → /10/ Машински факултет → /11/ Вуков споменик → /12/ Правни факултет → /13/ Трг Славија (Немањина) → /14/ Савски трг → /15/ Економски факултет → /16/ Бранков мост → /17/ Пристаниште.

### Смер Б (супротно од смера казаљке на сату)
- Улице: Карађорђева, Савски трг, Немањина, Трг Славија, Београдска, Булевар краља Александра, Рузвелтова, Краљице Марије, 27. марта, Џорџа Вашингтона, Цара Душана, Пјарона де Мондезира, Париска.
- Стајалишта: /01/ Пристаниште → /02/ Бранков мост → /03/ Економски факултет → /04/ Савски трг → /05/ Трг Славија (Немањина) → /06/ Правни факултет → /07/ Вуков споменик → /08/ Машински факултет → /09/ Палилулска пијаца → /10/ Таковска → /11/ Булевар деспота Стефана → /12/ Пијаца Скадарлија → /13/ Дорћол (Кнегиње Љубице) → /14/ Краља Петра → /15/ Браће Барух → /16/ Калемегдан → /17/ Пристаниште.

## Историјат и значај
Чувена "Двојка" отворена је крајем 1892. године на траси од пристаништа до Славије, непосредно након прве линије Калемегдан - Славија, а у свом садашњем кружном облику непрекидно саобраћа од 15. августа 1929. године. То је чини најстаријом линијом која континуирано функционише на својој иконичној траси, чиме је учврстила своје место у историји града.
Од својих почетака, линија 2 је имала кључну улогу у повезивању друштвено и економски различитих делова Београда, као што су раднички Дорћол и репрезентативне улице око Кнез Михаилове улице. Својом трасом која пролази поред бројних културних и историјских знаменитости (Калемегдан, Скадарлија, Вуков споменик, Славија), ова линија представља "живи музеј" и нуди јединствену перспективу на урбану еволуцију Београда.

## Будућност линије
Последњих година води се јавна дебата о будућности линије 2. Градске власти су најавиле могућност њеног укидања или значајне измене трасе, наводећи да линија "више није потребна", што је изазвало снажну реакцију јавности и стручњака који сматрају да би то био "немерљив" губитак за културни идентитет и пејзажну вредност града. Предлози укључују претварање Париске улице у пешачку зону и измештање шина на доњи део Калемегдана.